# Zastava M70 (pistola)
A Zastava M70, anteriormente designada CZ M70 (em servo-croata:  Crvena Zastava Model 1970, Црвена Застава Модел 1970) é uma pistola semiautomática produzida pela Zastava Arms como arma secundária para a polícia iugoslava e alguns oficiais militares. A pistola foi vagamente baseada na Zastava M57, mas foi reduzida para aceitar o menor e menos potente 7,65mm Browning (.32 ACP) ou 9mm Kratak (.380 ACP).

## Detalhes do projeto
A M70 é uma pistola de ação simples e operada por blowback simples. Este modelo difere significativamente da M57 de culatra travada por empregar blowback simples, já que este método é adequado para munições menos potentes. Outras diferenças em relação ao pai M57 são encontradas nos mecanismos de segurança, com a presença de uma alavanca de segurança manual e uma desconexão do carregador. A alavanca de segurança manual está localizada no lado esquerdo da estrutura, acima do painel do punho, e gira para frente para disparar e para trás para engatar a segurança.
Devido à sua linhagem de projeto Tokarev, a pistola é fácil de desmontar e o conjunto do cão é removível como uma única peça. As miras são fixas, com a alça de mira sendo ajustável à deriva para o vento.

## Operadores
Durante muitos anos, essas pistolas foram usadas pela polícia e pelos militares iugoslavos. Hoje, muitas dessas pistolas são vendidas em todo o mundo como excedentes e são populares entre os civis na Sérvia, às vezes chamadas de "Pčelica" (abelhinha).